# Karasino
Karasino (biał. Карасіна; ros. Карасино) – wieś na Białorusi, w obwodzie witebskim, w rejonie brasławskim, w sielsowiecie Mieżany.

## Historia
W czasach zaborów dobra w granicach Imperium Rosyjskiego.
W dwudziestoleciu międzywojennym wieś leżała w Polsce, w województwie nowogródzkim (od 1926 w województwie wileńskim), w powiecie brasławskim, w gminie Dryświaty.
Według Powszechnego Spisu Ludności z 1921 roku zamieszkiwało tu 121 osób, 119 było wyznania rzymskokatolickiego, 2 prawosławnego. Jednocześnie 119 mieszkańców zadeklarowali polską przynależność narodową, a 2 rosyjską. Były tu 22 budynki mieszkalne. W 1931 zamieszkiwały tu 152 osoby w 21 budynkach.
Miejscowość należała do parafii rzymskokatolickiej w Dryświatach. Podlegała pod Sąd Grodzki w m. Turmont i Okręgowy w Wilnie; właściwy urząd pocztowy mieścił się w Mieżanach.